# Эндовино
Эндовино — деревня в Невельском районе Псковской области России. Входит в состав Плисской волости.

## География
Расположена в 7 км к западу от райцентра, города Невель.

## Население
| 2001 | 2002 | 2010 |
| ---- | ---- | ---- |
| 21   | ↘18  | ↗27  |

Численность населения деревни по оценке на начало 2001 года составляла 21 человек.